# Nate Hinton

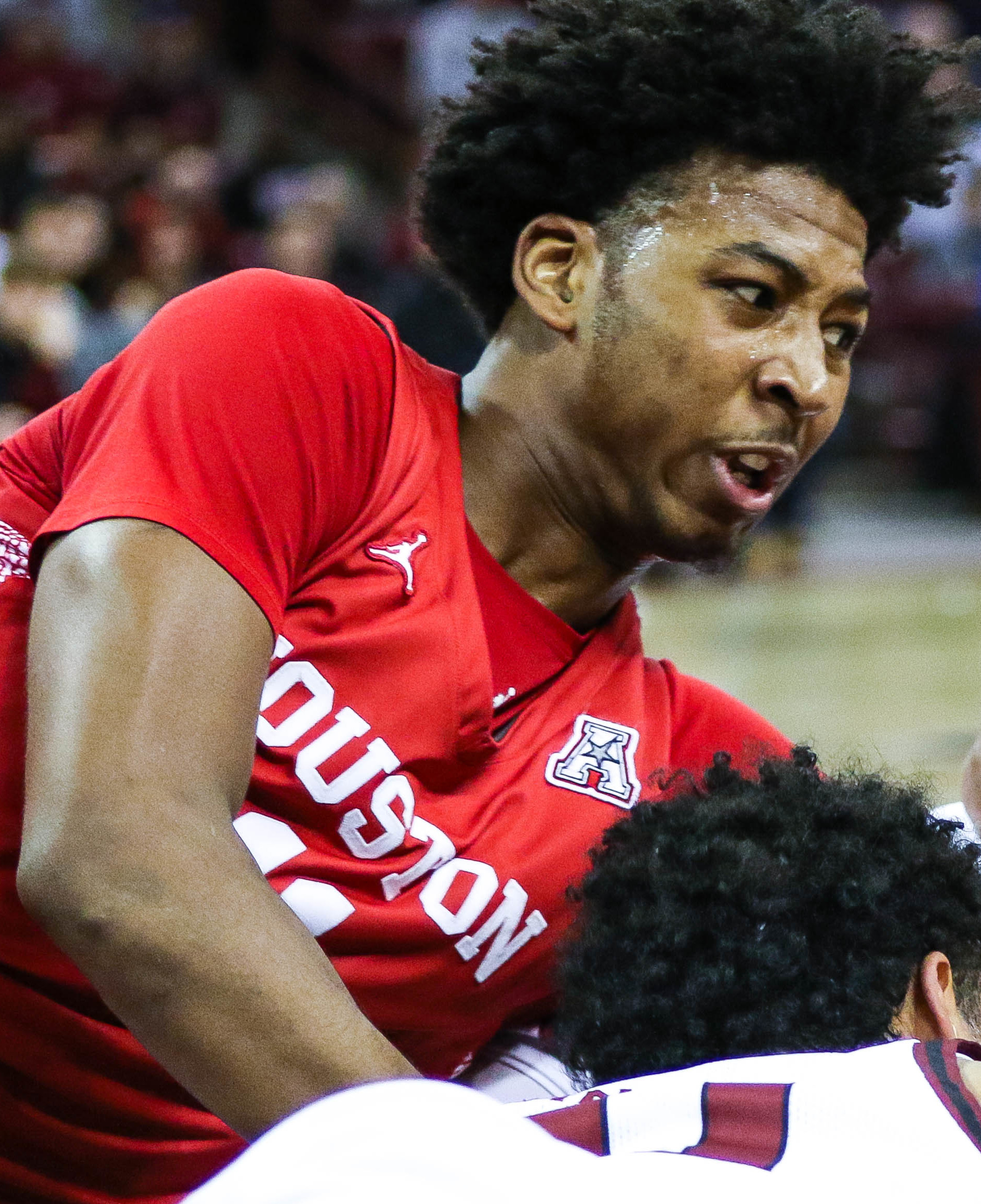
Nate Hinton, 2019.

Nathaniel Robert "Nate" Hinton, född 8 juni 1999 i Gastonia i North Carolina, är en amerikansk professionell basketspelare (SG/SF) som spelar för Houston Rockets i National Basketball Association (NBA). Han har tidigare spelat för Dallas Mavericks och Indiana Pacers.
Hinton blev aldrig NBA-draftad.
Innan han blev proffs studerade Hinton vid University of Houston och spelade för deras idrottsförening Houston Cougars.